# Skala oktatoniczna

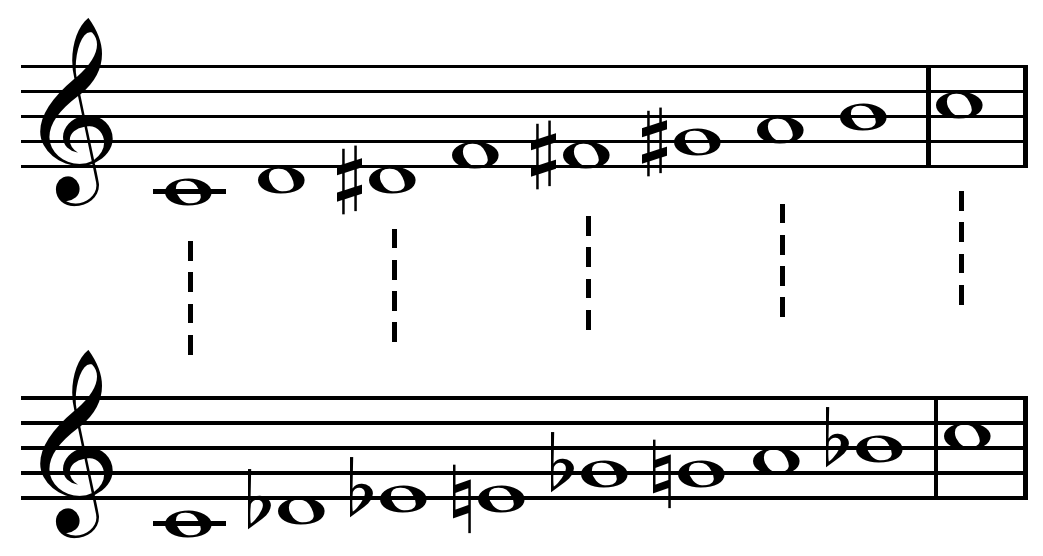
Skale oktatoniczne od dźwięku c.

Skala oktatoniczna – rodzaj ośmiodźwiękowej, muzycznej skali symetrycznej, gdzie kolejne dźwięki następują w odległości półton – cały ton. W historii muzyki europejskiej skala była używana już w XIX wieku, m.in. przez Franza Liszta. W XX wieku stają się jednym z najważniejszych narzędzi kształtowania harmoniki (szczególnie może u Oliviera Messiaena). Ważna również w jazzie, gdzie nazywana jest czasem skalą zmniejszoną. Skala daje duże możliwość budowania akordów (zarówno tercjowych, kwartowych, trytonowych itd.).